# Шарлотта Кристина Ганау-Лихтенбергская
Шарлотта Кристина Магдалена Иоганна Ганау-Лихтенбергская (нем. Charlotte Christine Magdalene Johanna von Hanau-Lichtenberg; 2 мая 1700, Буксвиллер — 1 июля 1726, Дармштадт) — супруга ландграфа Людвига VIII Гессен-Дармштадтского.

## Наследница
Шарлотта была единственным ребёнком в семье последнего графа Ганау-Лихтенбергского Иоганна Рейнхарда III и его жены графини Доротеи Фридерики Бранденбург-Ансбахской, единокровной сестры королевы Великобритании Каролины, супруги короля Георга II. Таким образом она являлась единственной наследницей графства.
Первым претендентом на руку Шарлотты Кристины был наследный принц, будущий ландграф Гессен-Кассельский, Вильгельм VIII. Если бы это произошло, графство Ганау осталось бы единым. Брак не состоялся из-за различий в вероисповедании: Вильгельм был кальвинистом, а Шарлотта — лютеранкой. Вторым кандидатом стал наследный принц, будущий ландграф Гессен-Дармштадтский, Людвиг VIII, который был лютеранином. Они поженились 5 апреля 1717 года.

## Потомки
- Людвиг (1719-1790), ландграф Гессен-Дармштадта, женат на пфальцграфине Каролине Генриетта Кристине Цвейбрюккен-Биркенфельдской (1721—1774)
- Шарлотта Вильгельмина Фридерика (1720—1721)
- Георг Вильгельм (1722—1782), женат на Луизе, графине Лейнинген-Дагсбург-Фалькенбургской (1729— 1818)
- Каролина Луиза (1723—1783), замужем за Карлом Фридрихом, великим герцогом Баденским (1728—1811)
- Августа (1725—1742)
- Иоганн Фридрих Карл (1726—1746)

## Наследование
Шарлотта Кристина умерла раньше своего отца, поэтому её сын, будущий ландграф Людвиг IX, стал наследником графства Ганау. Однако ему достался лишь округ Лихтенберг, так как Мюнценберг был обещан в наследство графу Гессен-Кассельскому по более ранней договоренности с ним. Возник спор из-за Бабенхаузена, так как не было решено, к какому округу он относится. Спор перерос в военный конфликт. Гессен-Дармштадт оккупировал Дитценбах, Шафхайм и Шлирбах. Гессен-Кассель оккупировал оставшуюся часть Бабенхаузена, развернув войска, которые уже стояли в Ганау. Конфликт был разрешен только после длительных разбирательств в высших имперских судах в 1771 году так называемым соглашением Partifikationsrezes. Города Альтайм, Дитценбах, Харпертсхаузен и Шаафхайм отошли Гессен-Дармштадту и вошли в округ Шафхайм.